# Кидаль (область)
Кида́ль (фр. Kidal) — область (провинция) в Мали.
- Административный центр — город Кидаль.
- Площадь — 151 430 км², население — 67 638 человек (2009 год).

## География
На юге граничит с областью Гао, на западе с областью Томбукту, на северо-востоке с Алжиром, на востоке с Нигером.
Провинция Кидаль была образована в 1991 году после произошедшего здесь восстания племён. Природные условия достаточно суровы, большая часть территории покрыта пустыней Сахара. Рек и дорог с твёрдым покрытием нет. Значителен перепад температур в течение суток. Днём температура поднимается до +45 °C, ночью может опуститься до +12 °С.

## Население
Населена провинция в основном туарегами. Города — Кидаль и Тессалит, однако значительная часть населения — кочевники. Основные занятия местного населения — скотоводство, торговля, кустарное ремесленничество.

## Административное деление
В административном отношении Кидаль подразделяется на 4 округа в свою очередь делящихся на 11 коммун:
| Округ      | Площадь, км² | Население, чел. (2009) |
| ---------- | ------------ | ---------------------- |
| Кидаль     | 21 353       | 33 087                 |
| Тессалит   |              | 16 289                 |
| Абейбара   | 23 750       | 10 286                 |
| Тин-Эссако | 39 000       | 7 976                  |